# Guiltware
Guiltware (ang. guilt „wina”) – odmiana oprogramowania typu freeware, zawierająca pojawiającą się regularnie wiadomość, jak długo i ciężko autor pracował nad nim, i że użytkownik powinien przesłać na konto autora jakąś sumę pieniędzy; komunikat ma wzbudzać u użytkownika poczucie winy.